# Gato-vermelho-de-bornéu
O gato-vermelho-de-bornéu (Catopuma badia) é uma espécie de felino que habita a Reserva Florestal de Dermakot, na Malásia. Tudo o que se sabe dessa espécie foi conhecido com base em apenas 12 espécimes capturados, por serem extremamente esquivos. Esta espécie foi descoberta por um explorador que abateu um destes animais. Esta espécie foi descoberta em 1855 e, até 2010, só conseguiram capturar 12 gatos-vermelhos-de-bornéu. Com o sangue de um espécime capturado em 1992 foi notado que essa espécie é muito rara, sem nenhuma subespécie conhecida. É especulado que haja bastante desses gatos, mas ele é considerado em perigo crítico de extinção pelo simples fato de que ninguém mais consegue avistar um. Muito poucas pessoas avistaram um destes animais. Não se sabe ao certo se existem muitos e aprenderam a arte do sigilo ou se existem poucos.